# アメリカ村

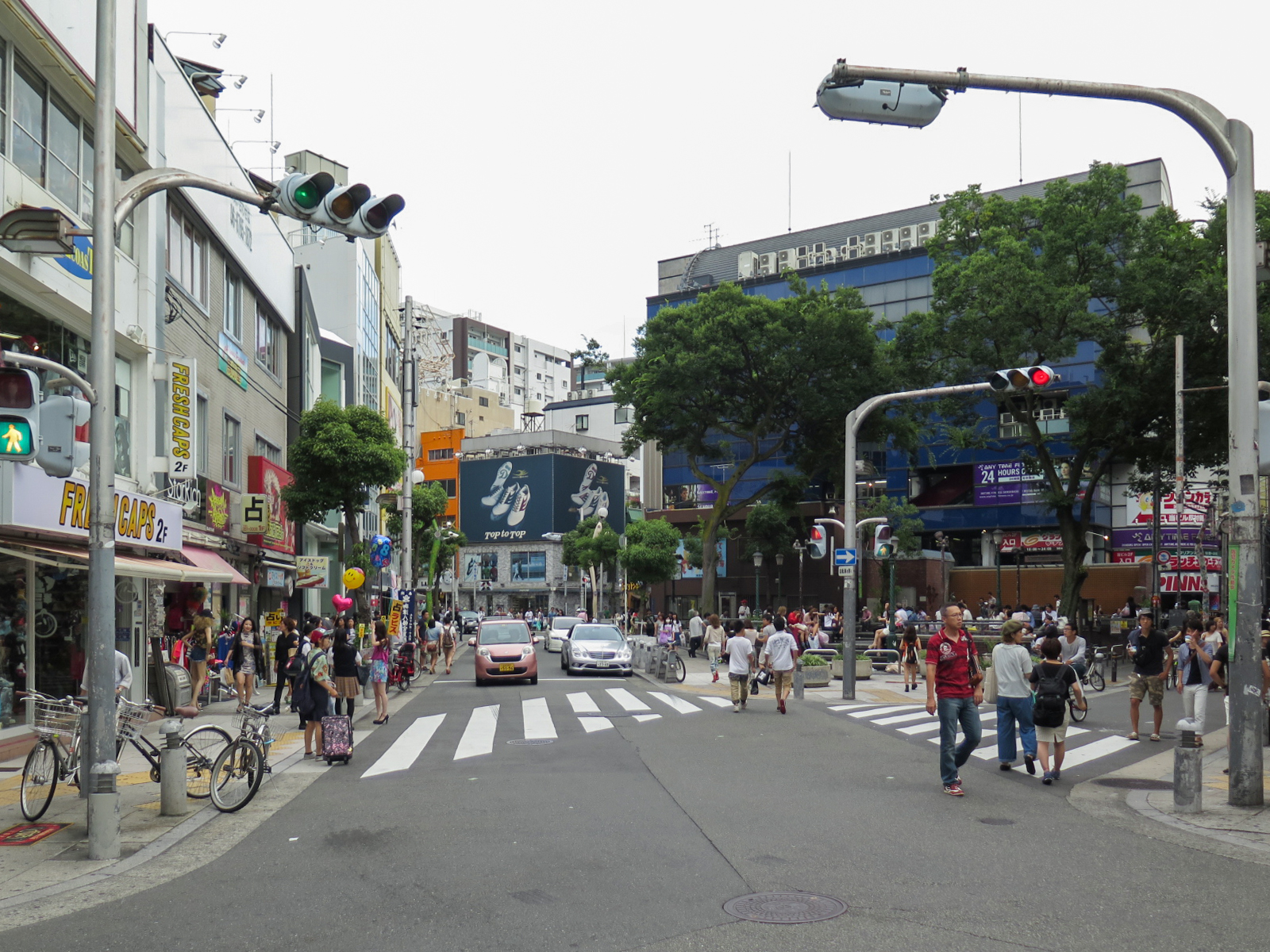
アメリカ村

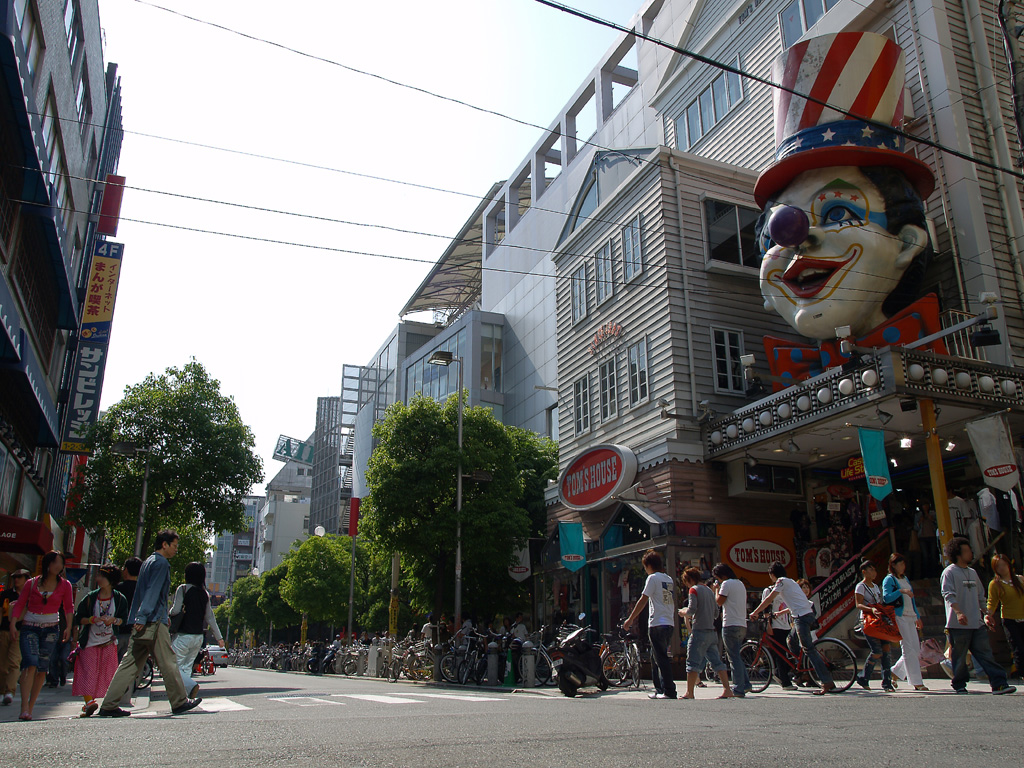
周防町筋

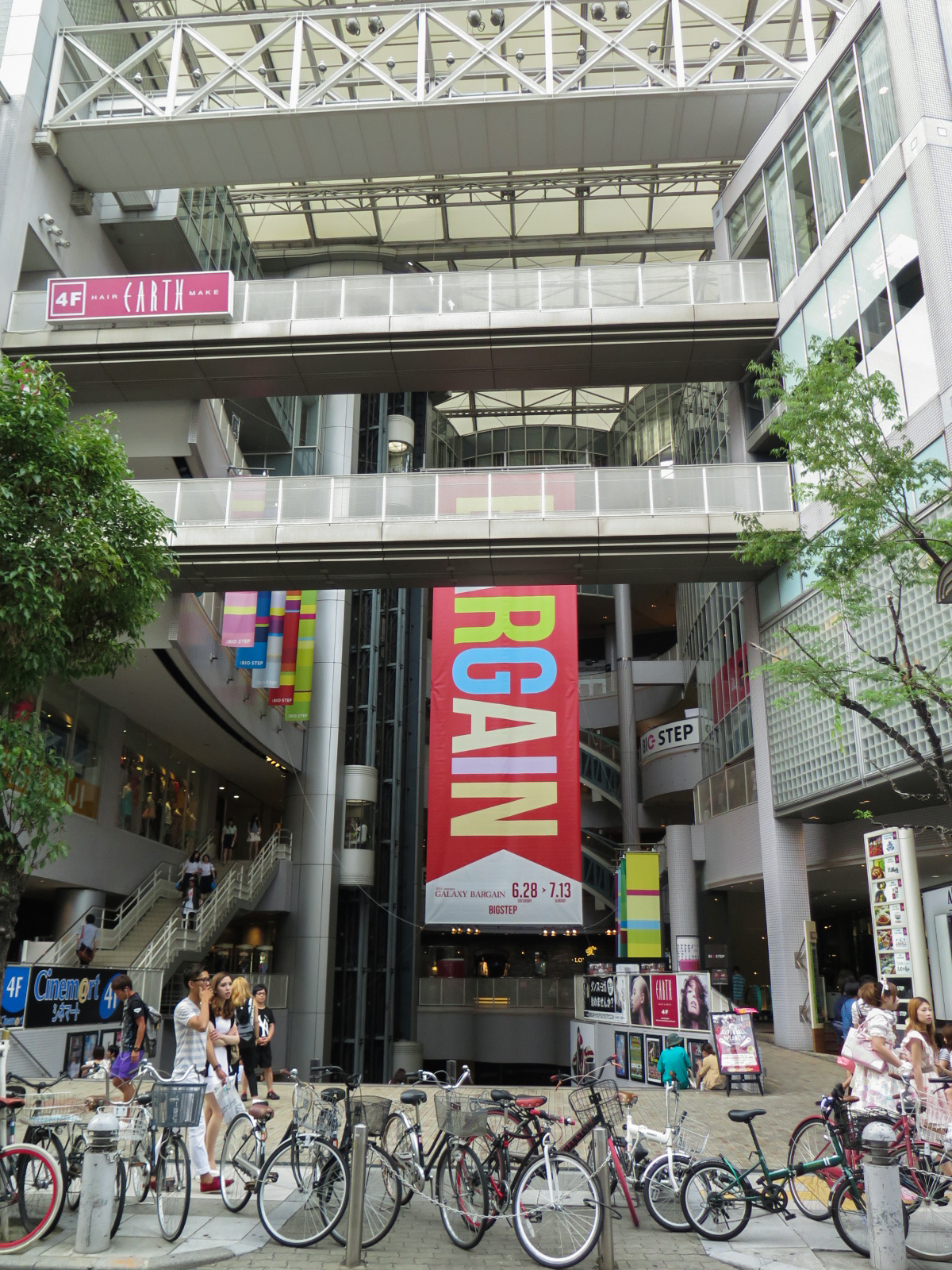
Shinsai-bashi BIG STEP

アメリカ村（アメリカむら）は、大阪府大阪市中央区西心斎橋にある三角公園（御津公園）を中心に、若者向けのファッションなどのショップが集積するエリアの通称。アメ村（アメむら）とも略称される。大阪市南部を代表する繁華街ミナミの一角に位置する。

## 概要
約2500の店があり、近畿地方における若者文化の発信地となっている。業種は古着を含めたアパレル・ファッション店のほか雑貨販売、飲食店、ライブハウスのような音楽関連が多い。範囲は三角公園を中心として概ね、東は佐野屋橋筋、南は三津寺筋、西は西横堀川跡（阪神高速1号環状線北行き）、北は大宝寺通にかけてである。

## 歴史

### 前史
上町台地からやや西部に位置し、近世は豪商の大坂屋久左衛門が居を構え、西横堀川の河川舟運を利用した銅吹屋の町だった。そこから派生して木炭の問屋が多かったことから、島之内の横堀筋沿いは炭屋町と呼ばれていた。
大阪市の中心市街地を南北に貫くメインストリートである御堂筋の東側を並走する心斎橋筋商店街の賑やかさと対照的に、現在アメリカ村がある西側は、心斎橋筋などの商店や企業の倉庫、倉庫や駐車場、オフィスビル、住宅といくつかの料亭がある程度の静かな地区だった。

### アメリカ村の誕生と発展
一方で、御堂筋沿いに百貨店「大丸」の心斎橋店があったこともあり、ファッションデザイナーの石津謙介らが活動するなど、若者の街へ発展する萌芽も見られた。1969年に日限萬里子が三角公園前に喫茶店「Loop（ループ）」を開き、若いクリエーターが集まるようになった。以降、倉庫を改造してサーファーの若者などによりアメリカ合衆国西海岸やハワイなどから輸入したアメリカンカジュアルな衣服類が販売されるようになり、アメリカ村と呼ばれ次第に活況を呈するようになった。
1980年代には雑貨、レコード、古着屋などの店が並ぶようになり、大学生などが集まるファッションや流行の発信地の一つとなった。この頃から近畿地方以外の地域でも有名となる。
1990年代初め、タワーレコード心斎橋店（2006年8月閉店）やビッグステップなどが建ち、より多くの若者が集まるようになった。
1990年代中頃から来訪者の低年齢化、大音量の音楽による騒音、粗悪な商品を押し売りに近い形で売りつける悪質な店舗の増加、建物や公共物への落書きなど街の荒廃が問題になり始めた。
2000年前後から北隣の南船場、西隣の堀江、さらにはキタの茶屋町などへ若者が流れてしまい、1998年に約7万人だった休日1日あたりの来訪者数は2005年には半減してしまった。2006年から、東京の歌舞伎町より面積が広いこともあり50台を上回る77台の監視カメラ（24時間稼動）が設置され治安回復を目指しているが、監視カメラの運用も地元町会にとって重い負担となっている。
2014年2月頃から再び落書き被害が急増するようになり、なかには地蔵を保護するための防犯用ボックスにまで落書きするケースもあった。大阪府警は事態が深刻化しているとして、パトロールを強化するなどしている。

## 三角公園

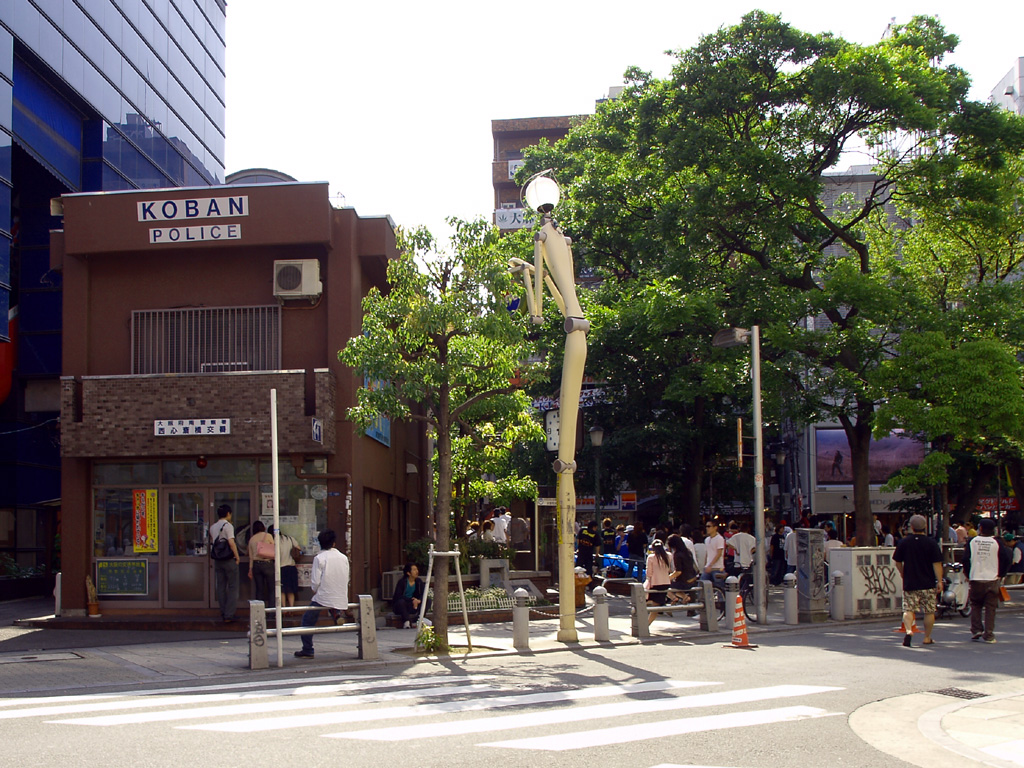
三角公園付近

アメリカ村の中心となる御津（みつ）公園は、三角形の区画をしていることから、「三角公園」の通称で呼ばれることが多い。清水町筋（島之内側）より南、周防町筋（島之内側）より北の位置で、西横堀川の対岸に西伸する北堀江通（堀江側）は、当初は清水町筋と結ばれ、西横堀川に斜めに架けられた橋は清水橋と命名された。ところが、1921年の第一次都市計画事業によって、北堀江通と周防町筋が大阪市道堀江玉造線として一体的に整備・拡幅されることとなった。周防町筋を西伸させるとちょうど堀江川（現在は埋立）に当たることもあり、それまで斜めに架けられていた清水橋を、1937年に北堀江通と接続する西詰の位置を変えずに真っすぐに架け替え、清水橋東詰に向けて周防町筋を屈折させることとした。これにより、すべて四角形の区画だった島之内に初めて三角形の区画が生じた。戦後に御津公園として整備されたのちも、三角形の区画の珍しさもあいまって三角公園の通称が定着するようになった。なお、清水橋は1962年の西横堀川の埋立に伴い撤去されている。 昭和63年度手づくり郷土賞（小さなふれあい広場）受賞。

## 公共施設
- 御津八幡宮
- 西心斎橋交番
- 三角公園（御津公園）
- 大阪戎橋郵便局

## 交通
- Osaka Metro 心斎橋駅 - 御堂筋線・長堀鶴見緑地線
- Osaka Metro 四ツ橋駅 - 四つ橋線
- Osaka Metro なんば駅 - 御堂筋線・四つ橋線・千日前線
- 南海電気鉄道 なんば駅 - 南海本線・南海高野線
- 近畿日本鉄道・阪神電気鉄道 大阪難波駅 - 近鉄難波線・阪神なんば線
- 西日本旅客鉄道（JR西日本） JR難波駅 - 関西本線（大和路線）

## 関連書籍
- 日限満彦 『アメリカ村のママ 日限萬里子』 小学館、2007年、ISBN 978-4-09-387701-5。